# 이달고

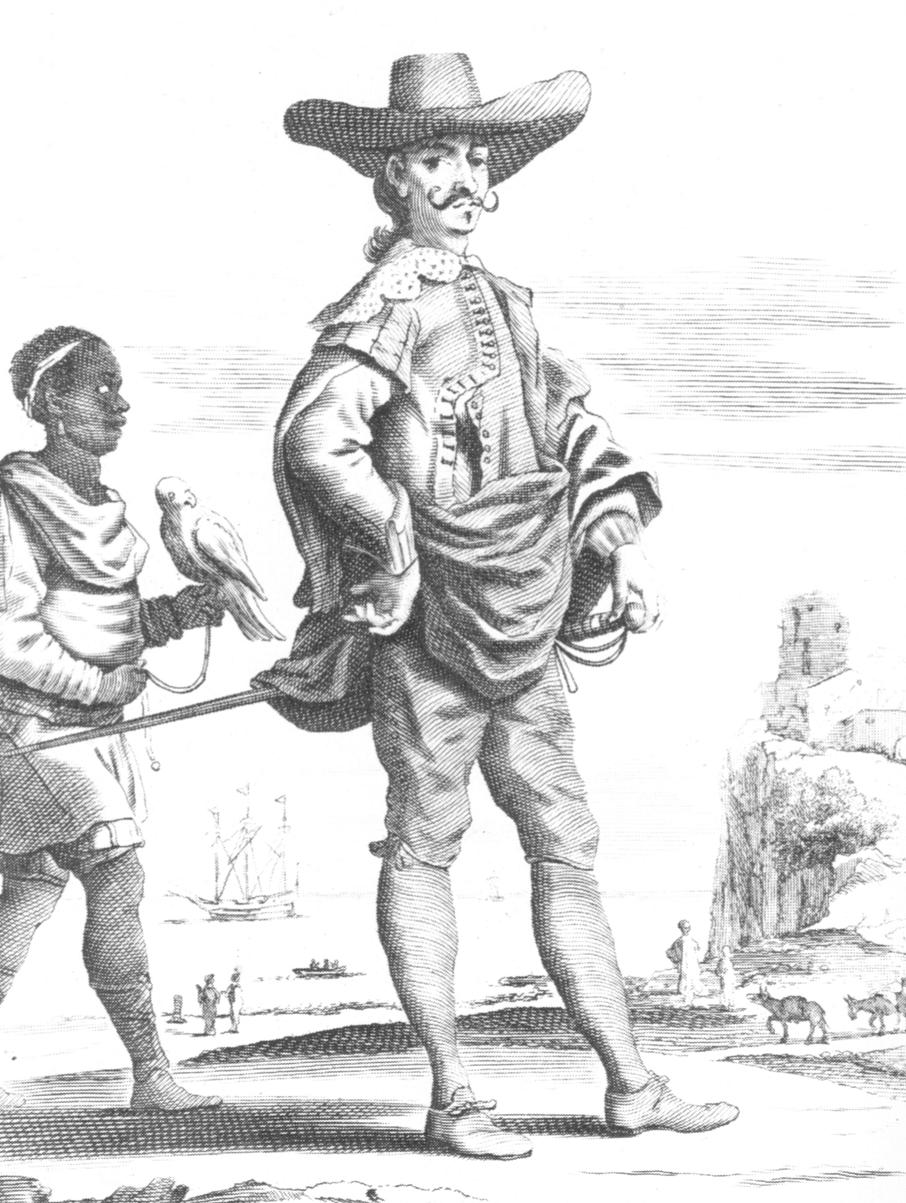
16세기 이달고

스페인 이달고의 문장관

이달고(스페인어: Hidalgo)는 스페인과 포르투갈에서 귀족 신분을 지칭하는 낱말이다. 주로 작위가 없는 귀족을 뜻한다. 봉읍의 소유 여부와 관계 없이 세금을 면제 받았다. 여성은 이달가(Hidalga)라고 하였다.

## 어원
12세기 초기 무렵 카스티야 왕국과 포르투갈에서는 귀족을 뜻하는 낱말로 피조달고(fijo D'algo, 아무개의 자손)의 줄임말인 피달고(fidalgo)가 쓰였다. 훗날 카스티야 왕국과 함께 스페인 왕국을 이루는 아라곤 왕국에서는 같은 의미를 지닌 말로 인판소네즈(Infanzones)를 사용하였다. 중세 시기를 거치면서 포르투갈에서는 작위없는 귀족을 의미하는 낱말로 동계어인 피달고(fidalgo)가 사용되었지만, 스페인에서는 f가 묵음이 되면서 철자가 변화하여 이달고(Hidalgo)로 바뀌었다.

## 기원
10세기 무렵 레온 왕국의 문헌에는 레콘키스타에 참전한 전사를 이달기아(hidalguía) 또는 인판손(infanzón)으로 기록하였다. 카스티야 왕국이 형성된 뒤 이들은 기사로서 하급 귀족 계층을 형성하였다. 이들은 마을의 치안 유지와 전투 참전 이외에도 의회에 마을을 대표하여 출석하는 역할을 하였다. 이렇게 형성된 하급 귀족 계층은 12세기 무렵부터 이달고로 불리게 되었다.
이달고는 이전부터 사용하던 부칭(父稱)과 출신 지역 앞에 귀족임을 나타내는 접사 de를 사용하여 자신들의 성씨로 삼았으며, 이를 세습하여 귀족 신분을 나타내었다. 예를 들어 엘 시드로 널리 알려진 로드리고 디아스 데 비바르(Rodrigo Diaz de Vivar)는 디에고의 아들을 뜻하는 디아스라는 이름과 출신 지역인 비바르 델 시드 앞에 de를 붙여 성으로 삼은 것을 볼 수 있다. 이러한 형식은 그 후 16세기까지도 유지되었다. 유럽인으로서는 태평양을 처음 본 바스코 누녜스 데 발보아와 같은 이름을 예로 들 수 있을 것이다.

## 유형
이달고 가운데에는 역사적이나 법률적인 기록이 불분명한 경우도 있었다. 이들은 이달고 데 장그레(Hidalgos de sangre, 기록없는 귀족)라고 불렸다. 이달고 데 장그레는 종종 귀족 신분을 의심받아 재판정에 세워지기도 하였다.
4대조가 모두 이달고였다는 것이 기록에서 확인되는 귀족은 이달고 솔라리에고(hidalgo solariego, 유서깊은 귀족)이라 불렸고, 법적으로 신분 세습이 허용되는 일곱 아들 가운데 한 명인 경우에는 이달고 데 브라게타(Hidalgo de bragueta, 코트를 입는 귀족)이라 불렸다.

## 문학
문학 속에서 이달고는 흔히 물려받은 유산은 더 이상 없지만 여전히 귀족이라는 긍지를 갖고 있는 몰락한 귀족으로 그려진다. 미겔 데 세르반테스의 돈 키호테에 등장하는 주인공이 대표적인 예이다.